# Staple, Nord

Staple este o comună în departamentul Nord, Franța. În 1 ianuarie 2022 avea o populație de 715 de locuitori.